# Patricia Picot
Patricia Véronique Marie Picot, née le 20 mai 1969 à Auray (Morbihan), est une escrimeuse handisport française.

## Palmarès
- Jeux paralympiques[1] (cat. 3-4 / cat. A)
  -  Médaille d'or en fleuret individuel aux Jeux paralympiques d'été de 1992 à Barcelone
  -  Médaille d'or en épée par équipes open en Jeux paralympiques d'été de 1996 à Atlanta
  -  Médaille d'or en fleuret par équipes open aux Jeux paralympiques d'été de 1996 à Atlanta
  -  Médaille d'or en fleuret individuel aux Jeux paralympiques d'été de 2000 à Sydney
  -  Médaille d'argent en épée par équipes open aux Jeux paralympiques d'été de 1992 à Barcelone
  -  Médaille d'argent en fleuret par équipes open aux Jeux paralympiques d'été de 2000 à Sydney
  -  Médaille de bronze en fleuret individuel aux Jeux paralympiques d'été de 1996 à Atlanta
  -  Médaille de bronze en épée par équipes open aux Jeux paralympiques d'été de 2000 à Sydney
  -  Médaille de bronze en fleuret individuel aux Jeux paralympiques d'été de 2004 à Athènes
  -  Médaille de bronze en épée par équipes open aux Jeux paralympiques d'été de 2004 à Athènes

- Championnats d'Europe
  -  Médaille d'or en fleuret individuel aux championnats d'Europe 2003 à Paris[2]

## Distinctions
- 1996 :  Médaille de la jeunesse, des sports et de l'engagement associatif, or[3]
- 2004 :  Commandeure de l'ordre national du Mérite[4] (nommée officière en 2000[5]).